# Neolamprologus tetracanthus
 Neolamprologus tetracanthus  (Syn.: Lamprologus tetracanthus) ist eine afrikanische Buntbarschart, die im ostafrikanischen Tanganjikasee endemisch vorkommt. Sie ist die Typusart der Gattung Neolamprologus.

## Beschreibung
Neolamprologus tetracanthus hat einen langgestreckten, seitlich wenig abgeflachten Körper und wird maximal 20 cm lang. Die Schwanzflosse ist abgerundet. Die Fische sind hellbraun bis graubraun und zweigen auf den Körperseiten sechs, nur wenig sichtbare dunkle Querbänder. Charakteristisch für die Art sind 4 bis 6 Horizontalreihen perlmuttfarbener oder metallisch glänzender Schuppen. Die Flossen sind graubraun mit zahlreichen hellen Punkten. Rücken- und Schwanzflosse sind gelb und schwarz gesäumt.
- Flossenformel: Dorsale XVIII–XX/29–32, Anale IV/?.
- Schuppenformel 36–40 (SL)

## Lebensweise
Neolamprologus tetracanthus kommt küstennah an allen Ufern des Tanganjikasee mit freien Sandböden vor. Die Art ernährt sich vor allem von Schnecken, daneben auch von Fischen und Insektenlarven. Schnecken, die die Fische nicht mit ihren Kiefern aufbrechen können, werden aus ihrem Gehäuse gesaugt. Gelaicht wird in Sandgruben, die die Fische in den Bodengrund graben. Die Brut, die aus mehreren hundert Jungfischen besteht, wird von beiden Eltern geführt und bewacht.